# Black Sabbath
Black Sabbath war eine britische Rockband aus Birmingham. Sie bestand seit 1969 unter diesem Namen, galt als prägende Größe des Hard Rock der frühen 1970er-Jahre und war Mitbegründer des Heavy Metal. Der Band wird auch ein maßgeblicher Einfluss auf die Entwicklung der beiden Genres in den folgenden Jahrzehnten zugesprochen, ebenso auf die Entstehung des Subgenres Doom Metal und über ihre manchmal diabolischen Inhalte indirekt auch auf den Black Metal.
Ihr bekanntester Song ist Paranoid aus dem Jahr 1970. Ihr letztes Konzert in der Originalbesetzung gab die Band am 5. Juli 2025 in ihrer Heimatstadt Birmingham; der Sänger Ozzy Osbourne starb 17 Tage danach.

## Geschichte

### Entwicklung bis 1972
Im August 1968 spielten die Schulfreunde Ozzy Osbourne, Tony Iommi, Geezer Butler, Bill Ward sowie zwei weitere Musiker aus Birmingham in der Polka Tulk Blues Band, abgekürzt auch Polka Tulk. Nachdem die zwei anderen Bandmitglieder die Gruppe verlassen hatten, benannte sich die Gruppe in Earth um. Die Musik wurde in dieser Zeit besonders von Blues und Jazz dominiert. 1968 und 1969 trat die Band im Vorprogramm von Ten Years After, John Mayall & the Bluesbreakers und Van der Graaf Generator auf und ging auf Tour durch Dänemark und Deutschland. Sie spielte im Schwäbisch Haller Club Alpha 60 und mehrfach im Hamburger Star-Club.
Im Dezember 1968 trat Iommi kurzzeitig mit Jethro Tull auf, kehrte aber zu Earth zurück. Da bereits eine andere Band namens Earth existierte, entschied man sich für eine weitere Umbenennung, um Verwechslungen zu vermeiden. Das Lied und der Bandname Black Sabbath wurden von dem Horrorfilm Die drei Gesichter der Furcht (I tre volti della paura, 1963) von Mario Bava mit Boris Karloff inspiriert, dessen englischer Titel Black Sabbath war.
Mit dem Namenswechsel ging auch ein Stilwechsel einher. Die Band probte damals gegenüber einem Kino, und den jungen Musikern fiel auf, dass, wenn z. B. die damals sehr populären Gruselfilme aus den britischen Hammer Studios (Christopher Lee) liefen, das Kino besonders gut besucht war. Iommi, Osbourne, Butler und Ward wunderten sich, und es wurde darüber diskutiert. So sei Iommi die Idee gekommen, dass man auch Musik machen könne, bei der sich die Zuhörer fürchten.
Das im November 1969 in nur zwölf Stunden aufgenommene Debütalbum Black Sabbath bietet harten Gitarrenrock, aggressive, düstere und auch melancholische Elemente, Songs mit Sessioncharakter und Bluesrockreferenzen, wie etwa lange Gitarrensoli und ineinander übergehende Songs. Dazu kommen Stücke mit mehreren Parts, was als typisch für die britische Herangehensweise zu komponieren gelten kann. Die Platte erschien 1970 in zwei Versionen: Das auf der europäischen Version enthaltene Evil Woman wurde auf der amerikanischen und japanischen Version durch Wicked World ersetzt. Das von Vertigo Records veröffentlichte Album erreichte in Großbritannien die Top 10 und hielt sich in den USA länger als ein Jahr in den Charts. Dort wurden eine Million Exemplare verkauft. Direkt nach der Aufnahme im November 1969 spielten Black Sabbath für sechs Wochen im Zürcher Hotel Hirschen. Als Hausband hatten sie „knüppelharte“ Bedingungen: Täglich sieben Blöcke à 45 Minuten, beginnend um 15 Uhr nachmittags. Als Club der Musikfans waren Auftritte im Hirschen begehrt, weshalb ihr Honorar einzig Kost und Logis war. Um ihr noch schmales Repertoire zu strecken und um der laut der Biografie von Tony Iommi „langweiligen“ Wiederholung des Immerselben zu entgehen, begannen sie zu jammen und neue Ideen zu entwickeln. In Zürich soll dabei auch der Song War Pigs entstanden sein, der aus einem reinen Hexen-Song namens Walpurgis entstanden sein soll.
Die zweite LP Paranoid aus demselben Jahr repräsentiert den typischen Sabbath-Stil, der bis heute großen Einfluss auf Rockbands ausübt. In den meisten Stücken dieser Zeit kombinieren Black Sabbath einfache Riffstrukturen mit virtuosen Variationen von Bass, Gitarre und Schlagzeug sowie eingängigen Gesangslinien. Sänger Osbourne verzichtet ganz auf die zu dieser Zeit bei Rockbands beliebten Bluesrockelemente. Sein hoher, falsettähnlicher, melodiöser und ekstatischer Gesang besitzt einen hohen Wiedererkennungswert. Mit Paranoid, dem Titelstück der gleichnamigen LP, gelangte Black Sabbath weltweit in die Singlecharts. Das Album sollte ursprünglich War Pigs heißen, der Plattenfirma war das aber zu provokant. So entschied sie sich im letzten Moment eigenmächtig, das Album Paranoid zu nennen, nach einem Song, der von der Band erst gegen Ende der Albumsessions in zehn Minuten arrangiert und eilig aufgenommen wurde, um die Platte zu füllen. Paranoid wurde schließlich zum größten Hit der Band und erreichte Platz eins in Großbritannien. In den USA wurde das Album vier Millionen Mal verkauft.

### Höhepunkt und Niedergang (1972–1978)
Das meiste Material der ersten beiden Alben war den vier Musikern wohlvertraut. Durch jahrelange Liveerfahrung waren diese Stücke gereift, sie waren schon zu Earth-Zeiten Bestandteil des Repertoires gewesen. Mit den Alben Master of Reality, Vol. 4 und Sabbath Bloody Sabbath wurde es schwieriger, denn es sollte neues und unvertrautes Material produziert werden. Doch die Alben waren sehr erfolgreich, sie erreichten alle die Top 10 in Großbritannien. Sabbath Bloody Sabbath, Sabotage und Technical Ecstasy führten den klassischen Stil weiter, es flossen aber zusätzliche Stilmittel ein, der Bandsound wurde angereichert mit Klassikversatzstücken (Supertzar), erweiterten Arrangements (Wheels Of Confusion, Megalomania) oder auch Popanleihen (Who Are You). Zum bekannten Instrumentarium kamen Keyboard, Synthesizer, Streicher und klassischer Chor dazu. Gast bei verschiedenen Studiosessions – und auf den Alben Vol. 4 und Sabbath Bloody Sabbath zu hören – ist der Keyboarder Rick Wakeman, damals Keyboarder der Progressive-Rock-Band Yes. Die Bluesrockwurzeln von Black Sabbath verschwanden nun immer mehr. Als die Plattenfirma trotz aufwändiger Produktionen weniger Geld für eine Promotion bereitstellte, fühlten sich Black Sabbath sabotiert, worauf sie, als kleinen Seitenhieb, ihr sechstes Studioalbum Sabotage nannten. Obwohl mit diesem Album die erwarteten Verkaufszahlen nicht erreicht werden konnten, zählt auch dieses Album heute als Klassiker.
Im Oktober 1977 verließ Osbourne die Band. Als Ersatz trat der Sänger Dave Walker, der schon bei Savoy Brown und Fleetwood Mac am Mikro gestanden hatte, der Band bei und wirkte bei einigen Konzerten, nicht jedoch bei Albumaufnahmen, mit. Nach drei Monaten kehrte Osbourne zurück und nahm mit der Band das vorerst letzte Album Never Say Die! auf. In Klang und Habitus deutlich rauer, geprägt von schweren Alkoholeskapaden, war Osbourne jedoch nicht in der Lage, das Album zu beenden. Der letzte Track, Swinging The Chain, wurde vom Drummer Bill Ward eingesungen, der schon auf dem Vorgängeralbum Technical Ecstasy als Sänger eingesprungen war. Im Januar 1979, als Black Sabbath in Los Angeles vergeblich versuchten, ein neues Album aufzunehmen, wurde Osbourne von der Band entlassen. Dazu sagte Drummer Bill Ward 2015:

„Ich habe mich freiwillig gemeldet, und es war eines der schlimmsten Dinge, die ich jemals in meinem Leben tun musste, um ehrlich zu sein. Ich wollte eigentlich gar nicht, dass Ozzy die Band verlässt, aber die Gründe dafür leuchteten mir ein, aber ja, war das ein tragischer Tag. Es war der Tag, an dem die Band implodierte.“

Dennoch spielte Osbourne später auf seinen Konzerten stets auch Klassiker seiner Stammformation, wie Paranoid, War Pigs, Iron Man oder auch Sweet Leaf u. a. m.

### Osbournes Ausstieg und erste Besetzung mit Dio (1979–1982)
In der Folgezeit trat Black Sabbath unter der Führung des Gitarristen Tony Iommi mit verschiedenen Sängern, Bassisten und Schlagzeugern weiter auf. Der Keyboarder Geoff Nicholls hatte vorher bei der Band Quartz Gitarre gespielt und wechselte zunächst nur als Studiomusiker und Gast zu Black Sabbath. Obwohl er nicht auf allen folgenden Alben der Band genannt wird, war er an diesen als Musiker und Komponist beteiligt. In einigen Phasen wurde er sogar dazu gebracht, seinen Part bei Konzerten hinter der Bühne zu spielen, da er nicht als vollwertiges Bandmitglied gelten sollte.
1979 stieß Ronnie James Dio, der zuvor bei Elf und Rainbow gesungen hatte, zur Band. Er wurde ursprünglich von Tony Iommi kontaktiert, da dieser Black Sabbath ebenfalls verlassen wollte, um eine neue Formation zu gründen. Während der Aufnahmen zum Album Heaven and Hell verließ Geezer Butler die Band, wodurch Dio, Iommi und Ward zuerst zu dritt an dem Album arbeiteten. Während die Band dabei war, Butler durch den ehemaligen Elf- und Rainbow-Bassisten Craig Gruber zu ersetzen, kehrte er zur Band zurück. Trotz Skepsis zu Beginn kam das Album in der Öffentlichkeit gut an. Auf der Tour zu Heaven and Hell (1980) popularisierte Dio die mano cornuta, das Handzeichen, das er anstelle des für Osbourne typischen V-Zeichens gebrauchte und das sich zu einem der Identifikationsmerkmale der Metal-Szene entwickelte. Während dieser Tour verließ Schlagzeuger Bill Ward die Band, da seine Eltern kurz hintereinander verstorben waren und er mit Alkoholproblemen kämpfte. Er wurde durch Vinny Appice ersetzt, der auch das zweite Album mit Dio, Mob Rules, mit einspielte. Bei den Aufnahmen gab es aufgrund des Erfolgsdruckes erste Spannungen innerhalb der Band. Im Jahr 1982 wurde das Livealbum Live Evil veröffentlicht. Bei dem Mix dieses Albums kam es zum Bruch der Band, die sich in zwei Lager (bestehend aus Geezer Butler/Tony Iommi und Ronnie James Dio/Vinny Appice) aufgeteilt hatte. Dio wurde vorgeworfen, ein Kontrollfreak zu sein. Der schwerwiegendste Vorwurf kam von Seiten der Techniker: Dio und Appice hätten angeblich nachts heimlich im Studio den Mix geändert. Im Zuge dieser Vorwürfe trennten sich Iommi und Butler von den beiden Musikern.

### Ian Gillan als Sänger (1982–1984)
Als neuen Sänger engagierte die Gruppe den ehemaligen Deep-Purple-Frontmann Ian Gillan. Zu dieser Zeit (1983) veröffentlichte man das Album Born Again, für das der Schlagzeuger Bill Ward in die Band zurückkehrte. Allerdings konnte er wegen seiner Alkoholprobleme die anschließende Tour nicht absolvieren und wurde durch den ehemaligen Electric-Light-Orchestra-Schlagzeuger Bev Bevan ersetzt. Das Album erreichte Platz 4 der englischen und Platz 39 der US-Charts. Diese Besetzung zerbrach, als Gillan wegen der Wiedervereinigung von Deep Purple im Jahr 1984 ausstieg. Black Sabbath testeten nach der Gillan-Ära verschiedene talentierte Rocksänger wie zum Beispiel David Donato (später White Tiger) oder Jeff Fenholt (später Joshua), mit denen jedoch keine Verträge zustande kamen.
Beim Live-Aid-Konzert 1985 trat die Band für drei Songs mit Ozzy Osbourne auf.

### Ständig wechselnde Besetzungen (1986–1991)
Im Jahr 1986 folgte als neuer Sänger der Ex-Deep-Purple-Musiker Glenn Hughes, mit dem das Album Seventh Star aufgenommen wurde, das ursprünglich als Soloalbum von Iommi geplant war. Auf Druck des Plattenlabels wurde es unter dem Namen Black Sabbath feat. Tony Iommi veröffentlicht. Der Bass wurde von Dave Spitz und das Schlagzeug vom späteren Kiss-Schlagzeuger Eric Singer eingespielt. In Großbritannien erreichte das Album Platz 27 der Charts. Danach gab es diverse Besetzungswechsel. Glenn Hughes wurde durch Ray Gillen ersetzt, ebenso kehrte Bev Bevan in die Band zurück. Zudem wurde der Keyboarder Geoff Nicholls zum festen Bandmitglied.
Während der Aufnahmen für das nächste Album, The Eternal Idol, wurde der Bassist Dave Spitz entlassen und durch Bob Daisley ersetzt. Nachdem die Aufnahmen abgeschlossen waren, verließ Ray Gillen die Band und wurde durch den Sänger Tony Martin ersetzt, der den Gesang noch einmal neu aufnahm. Das Album erreichte Platz 66 der englischen Hitparade und blieb dort für eine Woche.
Für das Album Headless Cross spielte Laurence Cottle die Basslinien ein. Zudem übernahm der bekannte Drummer Cozy Powell das Schlagzeug. Als besonderen Gast konnte man Brian May für die Aufnahmesession gewinnen, er spielte Gitarre bei dem Lied When Death Calls.
Das Album erreichte Position 31 der britischen Charts und gilt als das beste der Tony-Martin-Ära.
Cozy Powell brachte nun den Bassisten Neil Murray in die Band ein. In dieser Besetzung konnte die Band im Jahr 1990 mit dem Album Tyr erneut einen Erfolg verbuchen. Thematisch beschäftigt sich dieses nach dem germanischen Kriegsgott benannte Album mit der nordischen Mythologie.

### Wiedervereinigung mit Dio (1991–1992)
Trotz dieses Erfolges entließ Iommi im Anschluss Martin, Murray, Powell und Nicholls, um den Weg für eine Wiedervereinigung mit den ehemaligen Mitgliedern Ronnie James Dio und Vinny Appice sowie dem Gründungsmitglied Geezer Butler zu ebnen. Geezer Butler hatte den Anstoß dazu gegeben, als er privat ein Dio-Konzert besuchte und diesen dort traf. In dieser Besetzung nahm die Band 1992 das Album Dehumanizer auf, das sich stark am Black-Sabbath-Stil der 70er-Jahre orientierte. Während der Aufnahmen kam es zu Unstimmigkeiten in der Band und Dio dachte darüber nach, Black Sabbath wieder zu verlassen. Die Single-Auskopplung TV Crimes wurde in Großbritannien ein Top-30-Hit und das Album erreichte die Top-40.
Zu diesem Zeitpunkt befand sich Ozzy Osbourne mit seiner eigenen Band auf seiner ersten Abschiedstour. Für die beiden letzten Konzerte in Costa Mesa, Kalifornien, wollte er gemeinsam mit seinen ehemaligen Kollegen von Black Sabbath auftreten. Verträge wurden ausgehandelt, allerdings weigerte sich Dio aus persönlichen Gründen, die Bühne mit Ozzy zu teilen. Dio verließ die Band daraufhin. Später erklärte er, dass das Konzert ein Versuch war, die Wiedervereinigung mit Ozzy zu erreichen. Bei den beiden Konzerten in Costa Mesa ersetzte Rob Halford Dio als Sänger.

### Cross Purposes und Abstieg der Band (1992–1997)
Iommi setzte die Arbeit mit Butler, dem zurückgekehrten Tony Martin und dem Schlagzeuger Bobby Rondinelli fort. Diese neue Besetzung nahm das Album Cross Purposes (1994) und das darauffolgende Live-Album Cross Purposes Live (1995) auf. Im Anschluss daran kündigten Butler und Rondinelli und wurden erneut von Murray und Powell ersetzt. Zusätzlich nahm Iommi Geoff Nichols wieder auf, womit die Besetzung des Tyr-Albums wiederhergestellt war. 1995 produzierte die Band ihr für lange Zeit letztes Studioalbum Forbidden. Tony Iommi, der „starke Mann“ der Band und Entscheidungsgeber, war dermaßen unzufrieden mit dem Ergebnis, dass er schon nach Veröffentlichung der ersten Auflage das Album aus dem Katalog des Labels streichen ließ. Als Gastmusiker trat der Rapper Ice-T im Stück The Illusion of Power auf. Allerdings erfolgte direkt nach den Aufnahmen erneut ein Wechsel: Powell verließ die Band, während Rondinelli wieder einstieg.

### Wiedervereinigung (1997–2006)

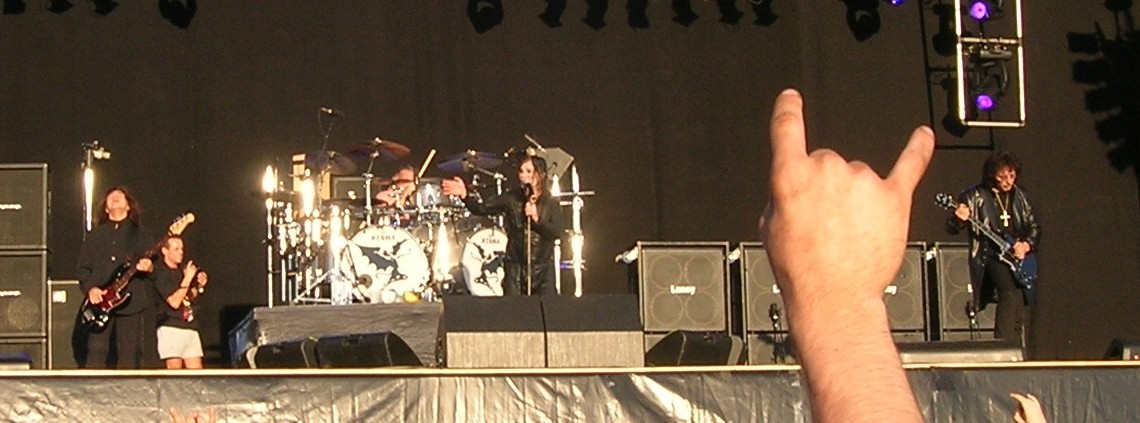
Geezer Butler, Bill Ward, Ozzy Osbourne und Tony Iommi, im Vordergrund die mano cornuta eines Fans, 2005

Für die Ozzfest-Tour 1997 gelang es Iommi, die ursprüngliche Besetzung von Black Sabbath, mit Ausnahme von Bill Ward (stattdessen spielte Mike Bordin Schlagzeug), wiederzuvereinigen. Black Sabbath spielte 1997 die ersten beiden Konzerte in ihrer Heimatstadt Birmingham in der NEC Arena. Aus diesen Auftritten entstand das Livealbum Reunion, das im darauf folgenden Jahr veröffentlicht wurde. Das Material bestand zu einem großen Teil aus Stücken der frühen Geschichte wie Paranoid, Black Sabbath oder War Pigs, enthielt aber auch Studioaufnahmen von zwei neuen Liedern, Selling My Soul und Psycho Man, die beide von Osbourne und Iommi geschrieben wurden.
Das Album war insbesondere in den USA erfolgreich, wo es Platz 11 der Charts erreichte und Platin-Status erlangte. Für die Aufarbeitung von Iron Man erhielt die Band im Jahr 2000 den Grammy Award for Best Metal Performance.
Im Jahr 2005 erfolgte eine weitere Tournee der Originalbesetzung. Dabei beschränkte sich die Band bei ihren Auftritten auf Songs der ersten fünf Studioalben. Im November desselben Jahres wurden Black Sabbath in die UK Music Hall of Fame, 2006 dann in die Rock and Roll Hall of Fame aufgenommen.

### Heaven And Hell (2006–2010)

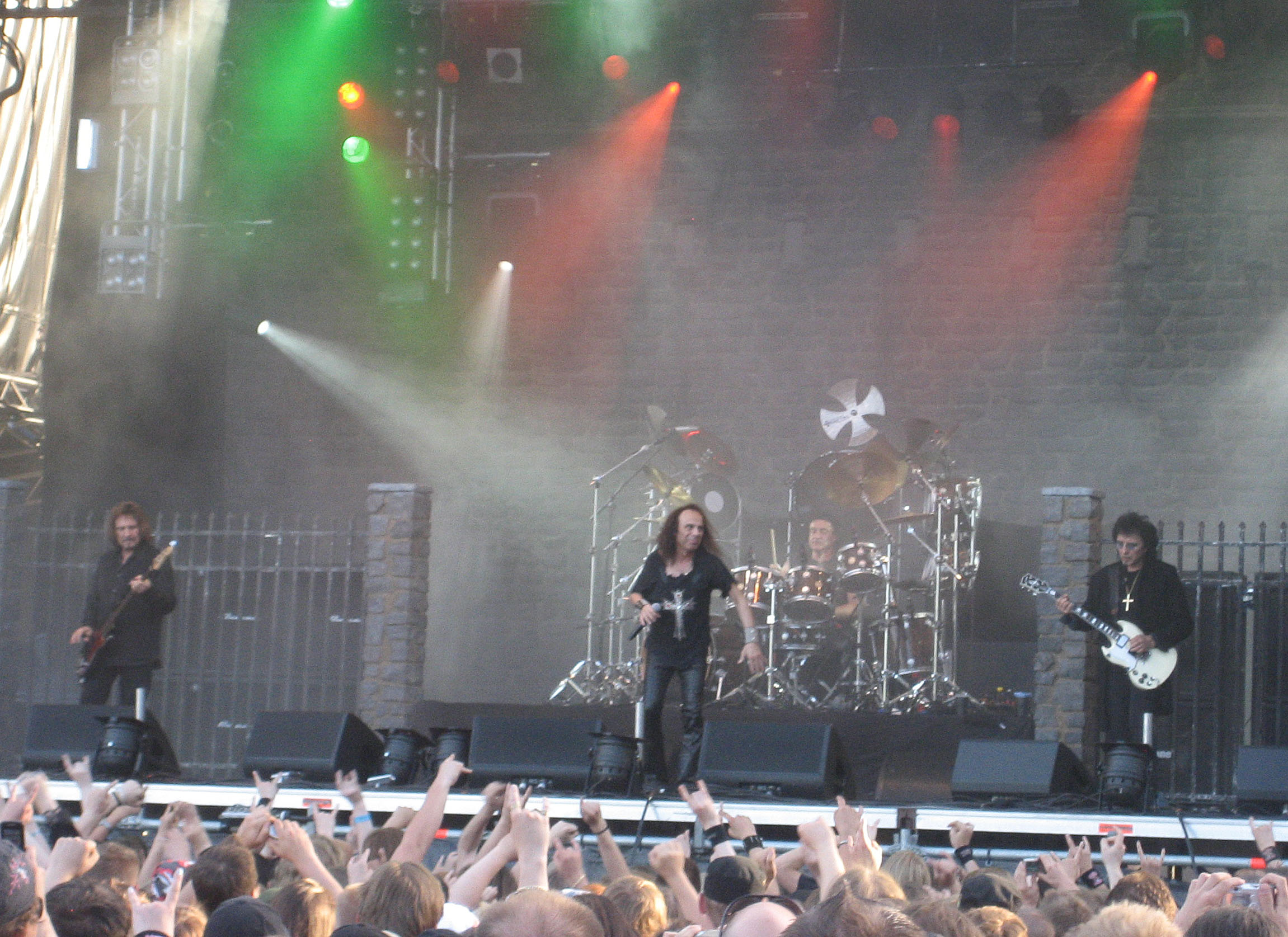
Geezer Butler, Ronnie James Dio, Vinny Appice und Tony Iommi, 2007

2007 erschien die Compilation The Dio Years, welche die Höhepunkte der Schaffensperiode von Black Sabbath mit Ronnie James Dio als Sänger abdeckt. Ronnie James Dio, Tony Iommi, Geezer Butler und Vinny Appice (die Besetzung der Alben Mob Rules von 1981 und Dehumanizer von 1992) gingen im Jahr 2007 unter dem Namen Heaven and Hell auf Tournee. Gespielt wurden ausschließlich Lieder der drei Alben der Dio-Ära und des neuen Best-of-Albums. Im Jahr 2009 erschien in dieser Besetzung ein neues Studioalbum namens The Devil You Know und die Band ging erneut auf Welttournee. Die Tournee konnte nicht beendet werden, da Ronnie James Dio an Magenkrebs erkrankte und schließlich im Mai 2010 starb.
2010 erschien das Livealbum Neon Nights: 30 Years of Heaven & Hell Live at Wacken auf CD und DVD, das einen Auftritt der Band auf dem Wacken Open Air 2009 zeigt. Nach Dios Tod trat die Band am 24. Juli 2010 noch einmal unter dem Namen Heaven And Hell auf. Dabei sangen Glenn Hughes und Jørn Lande.

### Das Album 13 und The End (2011–2017)
Am 16. August 2011 wurde das Gerücht verbreitet, dass die Originalbesetzung für eine Wiedervereinigung zurückgekehrt sei. Obwohl Tony Iommi dies auf seiner Internetpräsenz dementierte, gab er nur einen Tag später ein Statement ab, das eine Wiedervereinigung nicht hundertprozentig ausschloss. Für den 11. November 2011 wurde eine wichtige Nachricht angekündigt, die dann in Form einer Videobotschaft auf YouTube verbreitet wurde: Die Urbesetzung hatte ihre Wiedervereinigung für lange Zeit verschwiegen und plante für 2012 ein neues Studioalbum sowie eine Welttournee. Anfang 2012 wurde bekannt, dass Tony Iommi an Krebs erkrankt sei, worauf die Tournee vorerst verschoben wurde. Im Februar 2012 vermeldete der Schlagzeuger Bill Ward seinen Ausstieg aus der Band. Über die Gründe veröffentlichte er eine Stellungnahme auf seiner Homepage.
Im Januar 2013 gab die Band bekannt, dass im Juni des Jahres das neue Album erscheinen werde. Es trug den Titel 13 und wurde von Rick Rubin produziert. Den Schlagzeugpart bei den Studioaufnahmen übernahm Brad Wilk, bei den folgenden Liveauftritten saß Tommy Clufetos am Drumkit. Am 19. April 2013 wurde die Singleauskopplung God Is Dead? aus dem Album als Download veröffentlicht. Der Titel konnte sich als erste Single der Band seit dem Nr.1-Erfolg Paranoid aus dem Jahr 1971 in den Verkaufscharts platzieren. Bei den Grammy Awards 2014 wurde das Lied als beste Metal-Darbietung des Jahres ausgezeichnet.
Im November 2013 erschien das Livealbum Black Sabbath: Live…Gathered in Their Masses, das am 30. April und 1. Mai in Melbourne, Australien aufgenommen worden war. Aufgrund des kommerziellen Erfolges des damals aktuellen Albums und der Konzerte wurde die Tour 2013 bis in das Jahr 2014 verlängert. Am Ende umfasste die Tour 81 Konzerte in 28 unterschiedlichen Ländern. Jedoch musste Iommi alle sechs Wochen nach Solihull bei Birmingham fliegen, um dort im Spire Parkway Hospital wegen seiner Krebserkrankung behandelt zu werden. Nach jeweils drei Wochen Pause konnte er dann zur Band zurückkehren. Im Sommer 2015 war Iommis Antikörper-Behandlung abgeschlossen.
Im März 2015 sagte Sharon Osbourne, Ehefrau von Ozzy Osbourne, in einem Trailer zu dem angekündigten Konzert Ozzfest Japan im November 2015, dass es Black Sabbaths „Lebewohl“ wird. Kurze Zeit später wurde der Auftritt jedoch abgesagt und durch eine Ozzy Osbourne & Friends Show ersetzt.
Im September 2015 gab die Band bekannt, dass die Abschiedstour The End im Januar 2016 starten werde. Als Vorgruppe wurde die kalifornische Band Rival Sons bestätigt. Ozzy Osbourne wurde 2014 bei einer Veranstaltung für eine Preisverleihung des Classic Rock Magazins auf die Band aufmerksam. In Deutschland fand ein Konzert im Juni 2016 in Berlin statt. Ein weiterer Auftritt beim Festival Rock am Ring in Mendig wurde abgesagt, nachdem das Festival wegen eines Unwetters vorzeitig beendet wurde, der Auftritt bei der Schwesterveranstaltung Rock im Park fand jedoch statt. Das Abschiedskonzert für Österreich fand am 28. Juni 2016 in Wien statt.
Im Januar 2017 spielte Black Sabbath ihr bis dahin letztes Deutschlandkonzert – ein Zusatzkonzert – in Köln. Ihr finales Konzert fand am 4. Februar 2017 in ihrer Heimatstadt Birmingham statt.
Der Rolling Stone listete die Band auf Rang 85 der 100 größten Musiker aller Zeiten.
Am 8. August 2022 gab es bei der Abschlusszeremonie der Commonwealth Games in Birmingham eine kleine Reunion von Black Sabbath: Ozzy Osbourne und Tony Iommi trugen Iron Man und Paranoid vor.

### Back to the Beginning (2025)
Am 5. Februar 2025 kündigte Black Sabbath ein letztes Konzert in Gründungsbesetzung (Osbourne, Iommi, Butler, Ward) für den 5. Juli 2025 in Birmingham an. Die Show unter dem Titel „Back to the Beginning“ mit dem ersten (und zugleich letzten) Auftritt der Originalbesetzung seit 20 Jahren fand im Villa Park statt. Der Auftritt war Teil eines zehnstündigen Benefizfestivals zu Ehren Black Sabbaths. Er wurde von namhaften Bands wie Metallica und Slayer sowie zahlreichen Gastmusikern aus der Szene begleitet. Der Erlös aus der Benefizveranstaltung in Höhe von fast 190 Millionen US-Dollar wurde für ein Kinderkrankenhaus, ein Kinderhospiz und die Hilfsorganisation „Cure Parkinson’s“ bestimmt. 17 Tage nach dem Abschiedskonzert verstarb Osbourne im Alter von 76 Jahren.

## Einfluss auf andere Bands
Black Sabbath zählt – neben Deep Purple und Led Zeppelin – zu den ersten und bedeutendsten Bands des Hard Rock und gilt als richtungsweisend für die spätere Entwicklung des Heavy Metal. Viele Rockgruppen zählen ihre Musik zu den wichtigen Einflüssen, u. a. Alice in Chains, Anthrax, Bathory, Blessed Death, Candlemass, Celtic Frost, Death, Disturbed, Down, Fear Factory, Foo Fighters, Godsmack, Guns N’ Roses, Iron Maiden, Judas Priest, Korn, Manowar,  Megadeth, Metallica, Opeth, Pantera, The Smashing Pumpkins, Slayer, Slipknot und Venom.

## Diskografie
Studioalben

| Jahr | Titel Musiklabel                                 | Höchstplatzierung, Gesamtwochen/‑monate, AuszeichnungChartplatzierungen (Jahr, Titel, Musiklabel, Platzierungen, Wochen/Monate, Auszeichnungen, Anmerkungen) | Höchstplatzierung, Gesamtwochen/‑monate, AuszeichnungChartplatzierungen (Jahr, Titel, Musiklabel, Platzierungen, Wochen/Monate, Auszeichnungen, Anmerkungen) | Höchstplatzierung, Gesamtwochen/‑monate, AuszeichnungChartplatzierungen (Jahr, Titel, Musiklabel, Platzierungen, Wochen/Monate, Auszeichnungen, Anmerkungen) | Höchstplatzierung, Gesamtwochen/‑monate, AuszeichnungChartplatzierungen (Jahr, Titel, Musiklabel, Platzierungen, Wochen/Monate, Auszeichnungen, Anmerkungen) | Höchstplatzierung, Gesamtwochen/‑monate, AuszeichnungChartplatzierungen (Jahr, Titel, Musiklabel, Platzierungen, Wochen/Monate, Auszeichnungen, Anmerkungen) | Anmerkungen                                                                                    |
| Jahr | Titel Musiklabel                                 | DE | AT | CH | UK | US | Anmerkungen                                                                                    |
| ---- | ------------------------------------------------ | --- | --- | --- | --- | --- | ---------------------------------------------------------------------------------------------- |
| 1970 | Black Sabbath Vertigo Records (Philips)          | DE8 (33 Wo.)DE | — | — | UK8 Gold · (42 Wo.)UK | US23 Platin · (65 Wo.)US | Erstveröffentlichung: 13. Februar 1970 Verkäufe: + 1.150.000 Platz 241 der Rolling-Stone-500   |
| 1970 | Paranoid Vertigo Records (Essex Music)           | DE2 Gold · (… Wo.)DE | AT32 a (… Wo.)AT | CH46 b (… Wo.)CH | UK1 Platin · (26 Wo.)UK | US12 ×4Vierfachplatin · (76 Wo.)US | Erstveröffentlichung: 18. September 1970 Verkäufe: + 4.710.000 Platz 130 der Rolling-Stone-500 |
| 1971 | Master of Reality Vertigo Records (Essex Music)  | DE5 (5 Mt.)DE | — | — | UK5 Gold · (14 Wo.)UK | US8 ×2Doppelplatin · (43 Wo.)US | Erstveröffentlichung: 21. Juli 1971 Verkäufe: + 2.200.000 Platz 298 der Rolling-Stone-500      |
| 1972 | Vol. 4 Vertigo Records (Phonogram)               | DE8 (22 Wo.)DE | AT58 (1 Wo.)AT | CH17 (1 Wo.)CH | UK8 Gold · (10 Wo.)UK | US13 Platin · (31 Wo.)US | Erstveröffentlichung: 25. September 1972 Verkäufe: + 1.200.000                                 |
| 1973 | Sabbath Bloody Sabbath WWA Records (Essex Music) | DE13 (5 Wo.)DE | AT62 (1 Wo.)AT | CH71 (1 Wo.)CH | UK4 Gold · (11 Wo.)UK | US11 Platin · (32 Wo.)US | Erstveröffentlichung: 1. Dezember 1973 Verkäufe: + 1.150.000                                   |
| 1975 | Sabotage WWA Records (Essex Music)               | DE17 (13 Wo.)DE | AT9 (2 Mt.)AT | CH25 (1 Wo.)CH | UK7 Silber · (7 Wo.)UK | US28 Gold · (14 Wo.)US | Erstveröffentlichung: 27. Juni 1975 Verkäufe: + 560.000                                        |
| 1976 | Technical Ecstasy Vertigo Records (Phonogram)    | DE27 (1 Wo.)DE | — | CH81 (… Wo.)CH | UK13 (6 Wo.)UK | US51 Gold · (12 Wo.)US | Erstveröffentlichung: 25. September 1976 Verkäufe: + 500.000                                   |
| 1978 | Never Say Die! Vertigo Records (Phonogram)       | — | — | — | UK12 (6 Wo.)UK | US69 Gold · (14 Wo.)US | Erstveröffentlichung: 28. September 1978 Verkäufe: + 500.000                                   |
| 1980 | Heaven and Hell Vertigo Records (Phonogram)      | DE37 (16 Wo.)DE | — | — | UK9 Gold · (22 Wo.)UK | US28 Platin · (24 Wo.)US | Erstveröffentlichung: 25. April 1980 Verkäufe: + 1.100.000                                     |
| 1981 | Mob Rules Vertigo Records (Phonogram)            | DE83 (1 Wo.)DE | — | — | UK12 Gold · (13 Wo.)UK | US29 Gold · (18 Wo.)US | Erstveröffentlichung: 4. November 1981 Verkäufe: + 650.000                                     |
| 1983 | Born Again Vertigo Records (Phonogram)           | DE37 (6 Wo.)DE | — | — | UK4 Gold · (7 Wo.)UK | US39 (16 Wo.)US | Erstveröffentlichung: 7. August 1983 Verkäufe: + 100.000                                       |
| 1986 | Seventh Star Vertigo Records (Phonogram)         | DE51 (4 Wo.)DE | — | — | UK27 (5 Wo.)UK | US78 (11 Wo.)US | Erstveröffentlichung: 28. Januar 1986 feat. Tony Iommi                                         |
| 1987 | The Eternal Idol Vertigo Records (Phonogram)     | — | AT52 c (… Wo.)AT | CH73 c (… Wo.)CH | UK66 (1 Wo.)UK | US168 (6 Wo.)US | Erstveröffentlichung: 1. November 1987                                                         |
| 1989 | Headless Cross I.R.S. Records (EMI)              | DE18 (16 Wo.)DE | — | CH23 (2 Wo.)CH | UK31 (2 Wo.)UK | US115 (8 Wo.)US | Erstveröffentlichung: 1. April 1989                                                            |
| 1990 | Tyr I.R.S. Records (EMI)                         | DE12 (14 Wo.)DE | AT24 (5 Wo.)AT | CH24 (5 Wo.)CH | UK24 (3 Wo.)UK | — | Erstveröffentlichung: 20. August 1990                                                          |
| 1992 | Dehumanizer I.R.S. Records (EMI)                 | DE14 (16 Wo.)DE | AT7 (10 Wo.)AT | CH13 (8 Wo.)CH | UK28 (2 Wo.)UK | US44 (8 Wo.)US | Erstveröffentlichung: 22. Juni 1992                                                            |
| 1994 | Cross Purposes I.R.S. Records (EMI)              | DE32 (9 Wo.)DE | AT23 (6 Wo.)AT | CH41 (3 Wo.)CH | UK41 (1 Wo.)UK | US122 (2 Wo.)US | Erstveröffentlichung: 31. Januar 1994                                                          |
| 1995 | Forbidden I.R.S. Records (EMI)                   | DE35 (9 Wo.)DE | AT40 (1 Wo.)AT | CH48 (1 Wo.)CH | UK71 (1 Wo.)UK | — | Erstveröffentlichung: 8. Juni 1995                                                             |
| 2013 | 13 Vertigo Records (UMG)                         | DE1 Platin · (29 Wo.)DE | AT2 Gold · (17 Wo.)AT | CH1 (20 Wo.)CH | UK1 Gold · (12 Wo.)UK | US1 (15 Wo.)US | Erstveröffentlichung: 7. Juni 2013 Verkäufe: + 447.500                                         |

grau schraffiert: keine Chartdaten aus diesem Jahr verfügbar